# 사가미누마타역
사가미누마타역(일본어: 相模沼田駅)은 일본 가나가와현 미나미아시가라시에 있는 이즈하코네 철도 다이유잔 선의 역이다.

## 역 구조
상대식 승강장 2면 2선의 지상역이다. 동쪽 승강장에 오다와라 방향이고 서쪽 승강장에 다이유잔 방면의 열차가 발착한다. 두 플랫폼의 이다오카 방향에는 계단이 있고 하차한 곳에서 구내 건널목이 두 승강장을 연결한다. 역사는 서쪽 승강장의 이다오카 방향 서쪽에 있어 개찰구와 구내 건널목이 서로 직결된다. 그리고, 동쪽 승강장의 이다오카 방향에 화장실이 있고 역사는 이다오카 방향에 이즈하코네 철도대 다이유잔 선 전기 지원구의 건물이 위치하고 있다.
1981년 2월에 재건축된 역사는 2층 건물로, 1층은 역 사무실 및 대기소, 2층은 직원용 회의실이다. 역사 내부에는 자동 매표기와 승차표 발행기가 하나씩 설치되어 있으며, 정기권 등을 판매하는 창구도 구비되어 있다. 종일 사원의 배치되는 직영역이다. IC카드를 터치하는 간이 개찰도 있다.

## 역 주변
역 주변으로는 오다와라시와 미나미아시가라 시 경계가 엇갈리고 있지만 역은 미나미아시가라 시 누마타에 소재한다. 역의 서쪽을 현도 74호선이 지나고 동쪽에 가리 강이 흐른다. 역 근처에 양념 공장이 있지만, 주로 주택지가 펼쳐진다.
역 주변의 옛 터로는 서 약 400m의 거리에 아마노 강경을 모신 묘지가 있고 야오토메 신사와 누마타 성터 등도 존재한다.
- 사가미 신용 금고 누마타 지점
- 소테쓰 로젠 도미즈점
- 유니클로 오다와라 도미즈점
- 오다큐 전철 오다와라 선 도미즈 역 - 도보로 약 20분

## 역사
- 1925년 10월 15일: 영업 개시.
- 1981년 2월 27일: 역사 준공.

## 인접역
| 이즈하코네 철도 ■ 다이유잔 선 | 이즈하코네 철도 ■ 다이유잔 선 | 이즈하코네 철도 ■ 다이유잔 선 |
| ----------------------------- | ----------------------------- | ----------------------------- |
| ID06 이다오카 오다와라 방면   |                               | 이와하라 ID08 다이유잔 방면   |